# Quartier du Centre (Nanterre)
Le quartier du Centre de Nanterre occupe l'espace compris à l'intérieur de la ceinture de boulevards. Il est le cœur historique de la ville, l’un des quartiers les plus anciens.

## Histoire
Le quartier du Centre fut occupé dès l'époque romaine, des artéfacts archéologiques mis au jour lors de fouilles en attestent. L'histoire du Centre de Nanterre reste attachée à celle de Geneviève de Paris, née à Nanterre vers 423 et le puits dont elle tira l'eau qui guérit miraculeusement la cécité de sa mère, situé près de sa maison existe toujours. 
Le site continua à être occupé à l'époque mérovingienne (VIe et VIIIe siècles), et au Moyen Âge, on y construisit une église aux XIe et XIIe siècles. Cet édifice précéda l'actuelle cathédrale.
Au XVIIe siècle, la reine Anne d’Autriche vint poser la première pierre du Collège royal de Nanterre, en 1642.
Le quartier se densifia avec l'arrivée du chemin de fer et à l'installation d'activités industrielles à proximité.

## Morphologie du quartier
La superficie du quartier est de 109 ha (soit 9 % de la superficie totale de la ville de Nanterre). Les contours du quartier du Centre sont définis par les boulevards (du Couchant, du Midi, du Sud-Est, du Levant, Honoré-de-Balzac, François-Vincent-Raspail), les rues de Courbevoie, Pascal et de la gare.

### Habitat, commerce et artisanat
L'habitat est constitué de 1 108 maisons individuelles (pavillons avec cour ou jardin) et de petits immeubles. S'y trouvent des commerces de proximité, quelques supermarchés répartis de chaque côté de la rue Maurice Thorez (ex rue du Chemin de fer), de la rue Henri Barbusse, de la rue du Marché, place du Maréchal-Foch où se trouve le marché couvert du Centre et où se déroule le marché les mardis, jeudis et dimanches matin.
On trouve encore dans ce quartier trace du village qu'était encore Nanterre au début du XIXe siècle. Y vivaient à l’époque 2 000 habitants dont une quarantaine de familles de cultivateurs. D'anciennes fermes subsistent avec leur porte charretière percée d’une porte piétonne, leurs lucarnes donnant sur les greniers, etc. Aujourd’hui, ces anciens bâtiments agricoles sont occupés par des entreprises de transports, de maçonnerie, des artisans et des bureaux, les granges et les écuries sont devenues des garages, des entrepôts ou des ateliers.

### Équipements socio-culturels
On y trouve également plusieurs équipements culturels de la Ville : le cinéma « Les Lumières »,  la Maison de la Musique, l’Agora qui a pour but de sensibiliser les Nanterriens aux défis écologiques, le « Relais parents assistantes-maternelles » dans l'une des ancienne mairie, la « villa des Tourelles » siège d'associations, dont la Société d’histoire de Nanterre (SHN), et le centre de protection maternelle et infantile (PMI) Maurice-Thorez.

### Jardin public
Le parc des Anciennes-Mairies est un jardin public à l'anglaise, arboré, avec des massifs de fleurs et différents monuments (monument aux morts, monument à Raymond Barbet, statues d'un Couple de Paysans). Dans ce parc se trouve également la « villa des Tourelles », ancienne mairie de Nanterre de 1923 à 1973.

### Cathédrale
La cathédrale de Nanterre jouxte le parc des Anciennes-Mairies.

## Sociologie du quartier
- 19% des habitants ont plus de 60 ans (14% des Nanterriens)
- 24% ont moins de 20 ans (28% des Nanterriens)